# Termesztett tök
A Magyarországon egyik legelterjedtebb, különböző célokra (dísz-, takarmány-, étkezési, olaj)  és módon (kerti, szántóföldi) termesztett tök (Cucurbita pepo) a tökvirágúak (Cucurbitales) rendjébe, ezen belül a tökfélék (Cucurbitaceae) családjába tartozó faj és fajtacsoport. Nemzetségének (Cucurbita) típusfaja.
Ismert nevei: főzőtök, közönséges tök, nyári tök, főzeléktök, spárgatök, kerti tök, úritök, étkezési tök. A fajtái közül (a teljesség igénye nélkül) megemlítendők:
- spárgatök (gyalulótök), (var. pepo)
- spagettitök (var. fastigata)
- cukkini (olasz tök, csíkos tök), (var. giromontiina)
- csillagtök (patisszon), (var. patissonina)
- olajtök (stájer tök, maghéjtalan tök), (var. styriaca)
- dísztök (varancsos tök), (var. microcarpina), de más tökfaj fajtáit is nevezik dísztöknek

Takarmánytök néven mind a Cucurbita pepo, mind pedig a dél-amerikai sütőtök (C. maxima) nagy termésű fajtáit használják állati táplálékul.
Amerika felfedezésével az Európába átkerült termesztett növények, így  a Cucurbiták is, átalakították a korábbi népi és hivatalos terminológiát. Kutatások alapján annyi bizonyos, hogy sem a latin Cucurbita, sem a magyar tök nem jelölhette a mai értelemben vett Cucurbitákat, valószínűleg inkább a lopótököt (Lagenaria nemzetség), a görögdinnyét (Citrullus), esetleg más, vadon termő növényeket. A 16–17. századtól fokozatosan végbement az újonnan megismert tökfélék nyelvi és tárgyi integrációja az európai és a magyar népi kultúrába is, majd az idők folyamán aztán jelentős helyet vívtak ki maguknak leginkább a táplálkozásban, miközben a lopótök elsősorban szárított termése továbbra is megmaradt főként mint edény (kobaktök) és mint borszívó eszköz, sőt szinte mindegyik tökfélét alkalmazta a népi gyógyászat is. A 20. századra kialakult az a helyzet, hogy a növénycsoport összefoglaló neve a „tök”, szűkebben csak a Cucurbita nemzetség jelölője lett. Az ebbe tartozó fajokat, alfajokat a magyar nyelv jelzős szerkezetekkel különíti el, a jelző nélküli megnevezés  mind a hivatalos, mind a köznyelvben pedig inkább csak a C. pepora használatos.

## Előfordulása
A faj eredeti előfordulási területe a közép-amerikai Mexikóban van.
Mivel közkedvelt haszonnövény, az ember a világ számos tájára széthordta. Ez a tökféle a következő országokban és térségekben hozott létre vadonnövő állományokat: Alabama, Albánia, Argentína északi fele, Arkansas, Asszám, a Bahama-szigetek, Banglades, Belgium, Benin, Bolívia, Dél-Brazília, Burkina Faso, Connecticut, a Cook-szigetek, Costa Rica, Csád, Csehország, Dominikai Köztársaság, Dél-Karolina, Észak-Karolina, Kansas, Kentucky, Koreai-félsziget, Kuba, Franciaország, Gambia, Görögország, Guatemala, Haiti, a Himalája keleti és nyugati oldalai, Illinois, India, a Kajmán-szigetek, Kalifornia, Kamerun, Kazahsztán, Kongói Demokratikus Köztársaság, Louisiana, Massachusetts, Michigan, Nauru, Nigéria, Nevada, New Hampshire, New York, Ohio, Olaszország, Ontario, Pennsylvania, Puerto Rico, Québec, Szent Ilona-sziget, Sierra Leone, Szlovákia, Tennessee, Texas, Trinidad és Tobago, Tuvalu, Új-Kaledónia, Új-Mexikó, Új-Zéland, Utah, Venezuela és a szigetei, Vermont, Virginia és Zöld-foki Köztársaság.

## Alfajai
A termesztésben a hasznosítástól függően számos változatát alakították ki, megnevezésükkor a variációk (var.) mellett használják az alfajok szerinti csoportosítást (subsp.) is:
- Cucurbita pepo subsp. fraterna
- Cucurbita pepo subsp. pepo
- Cucurbita pepo subsp. texana

## Képek

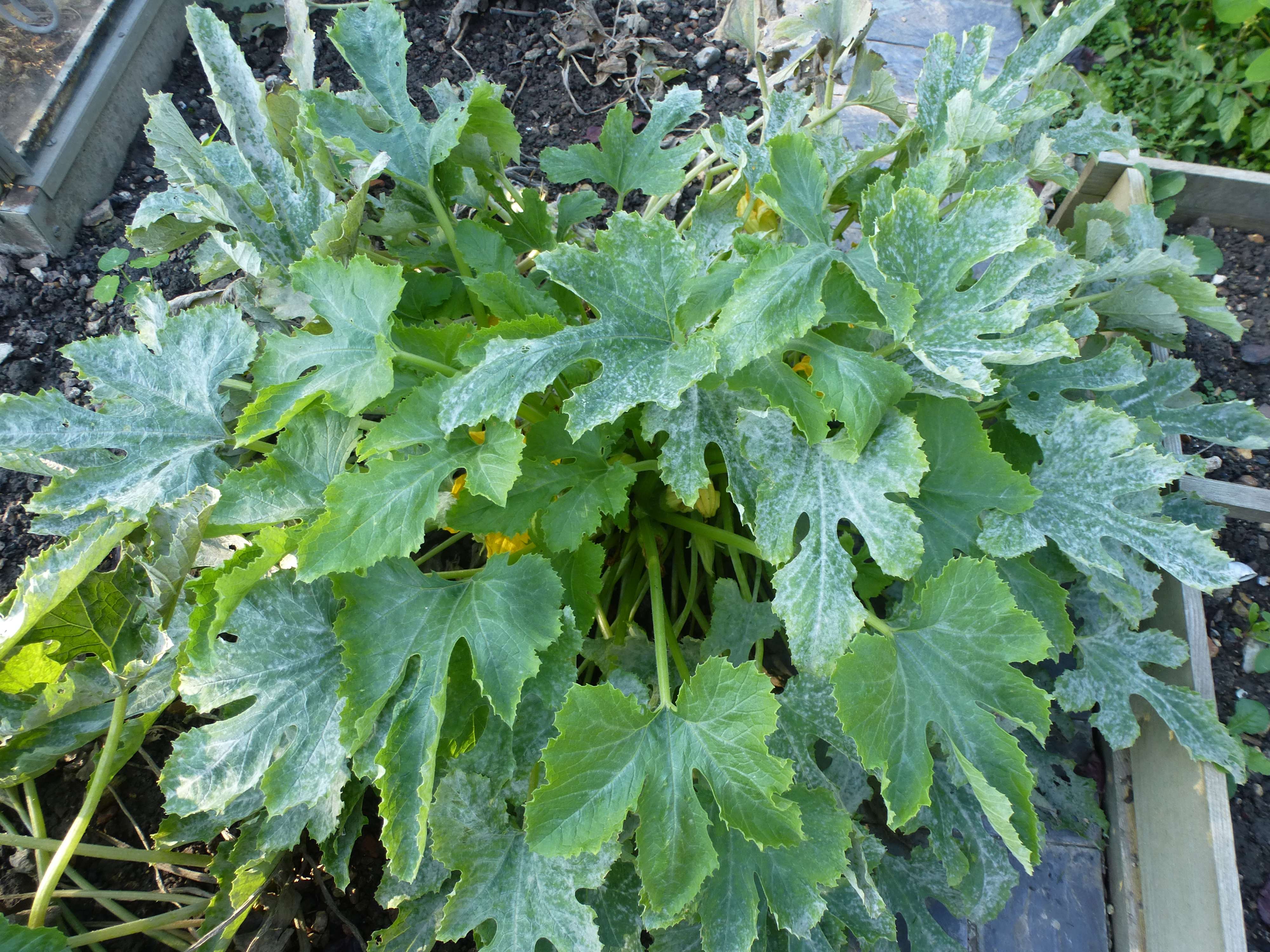
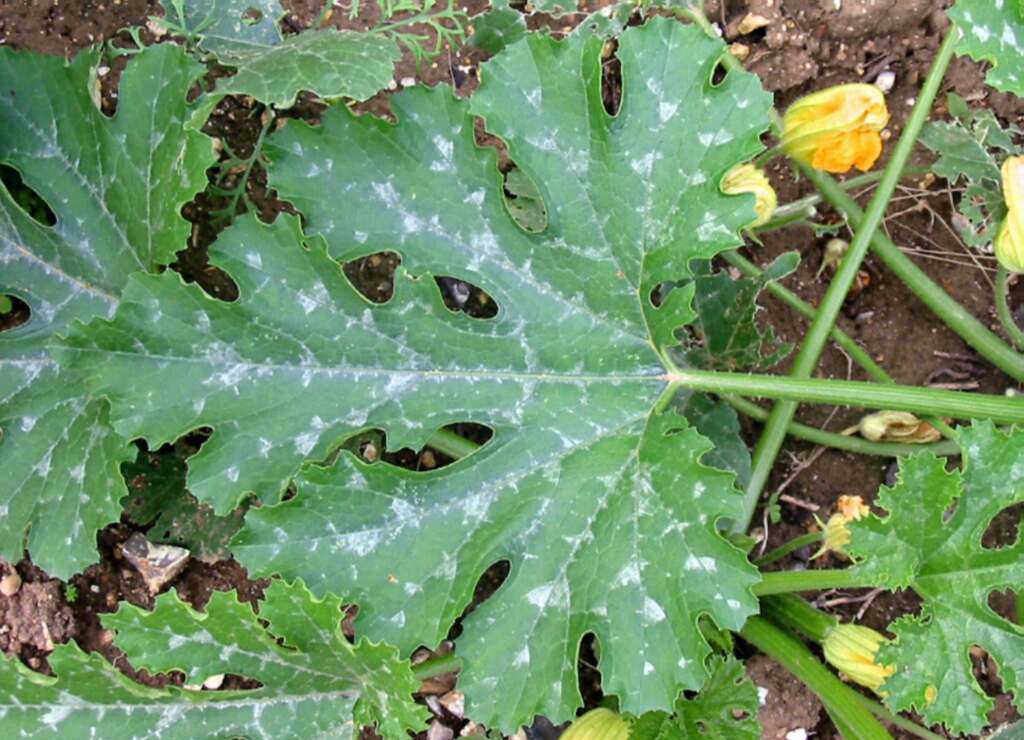
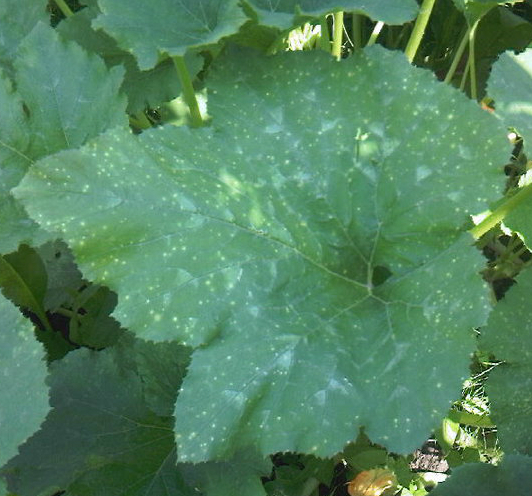
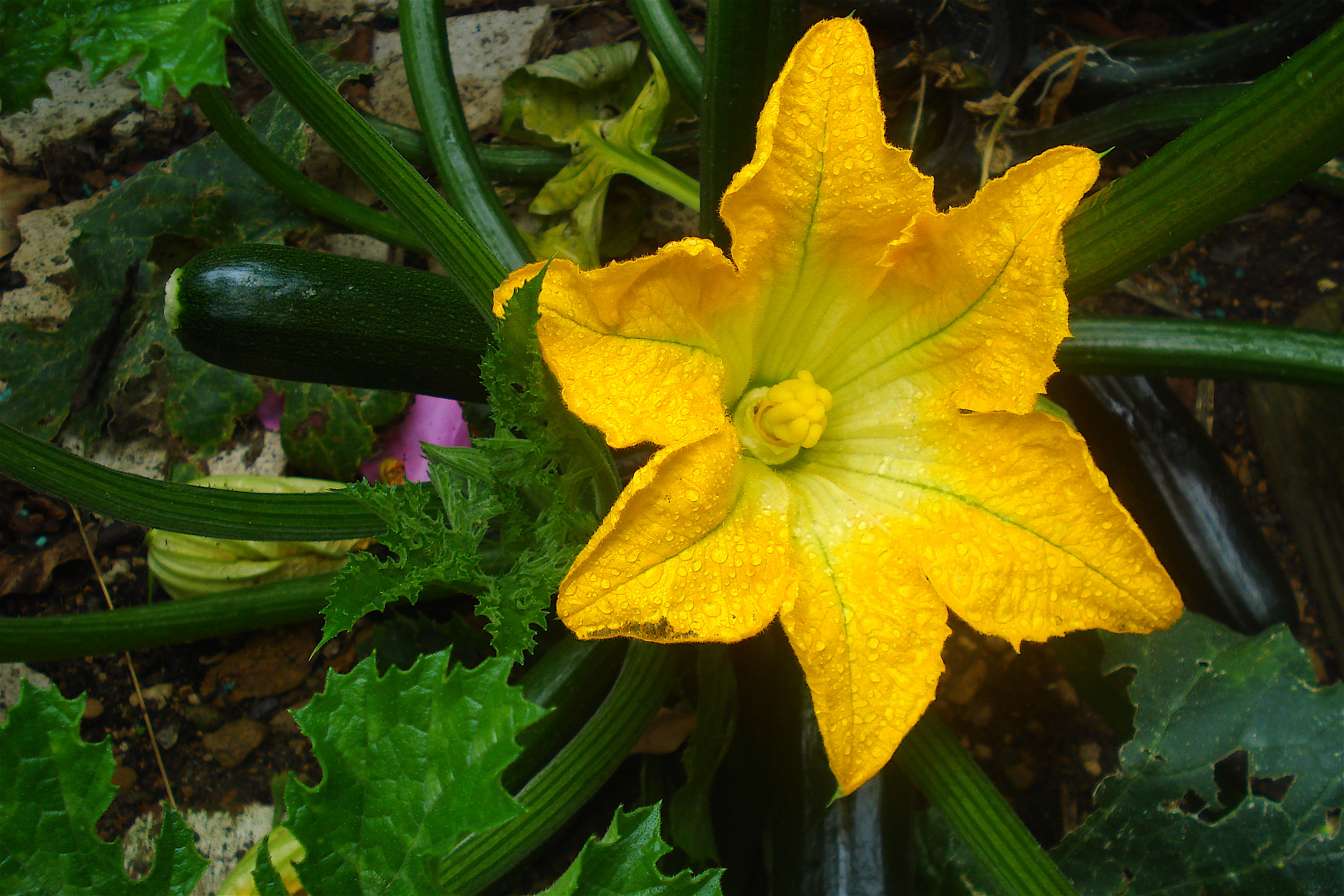
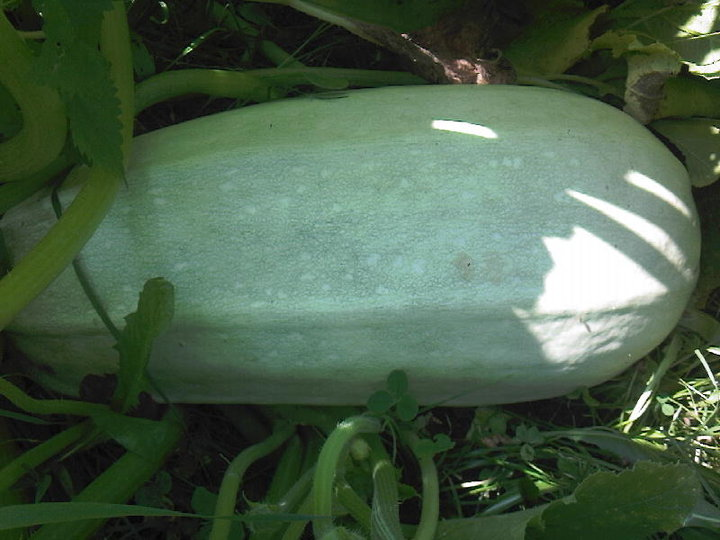
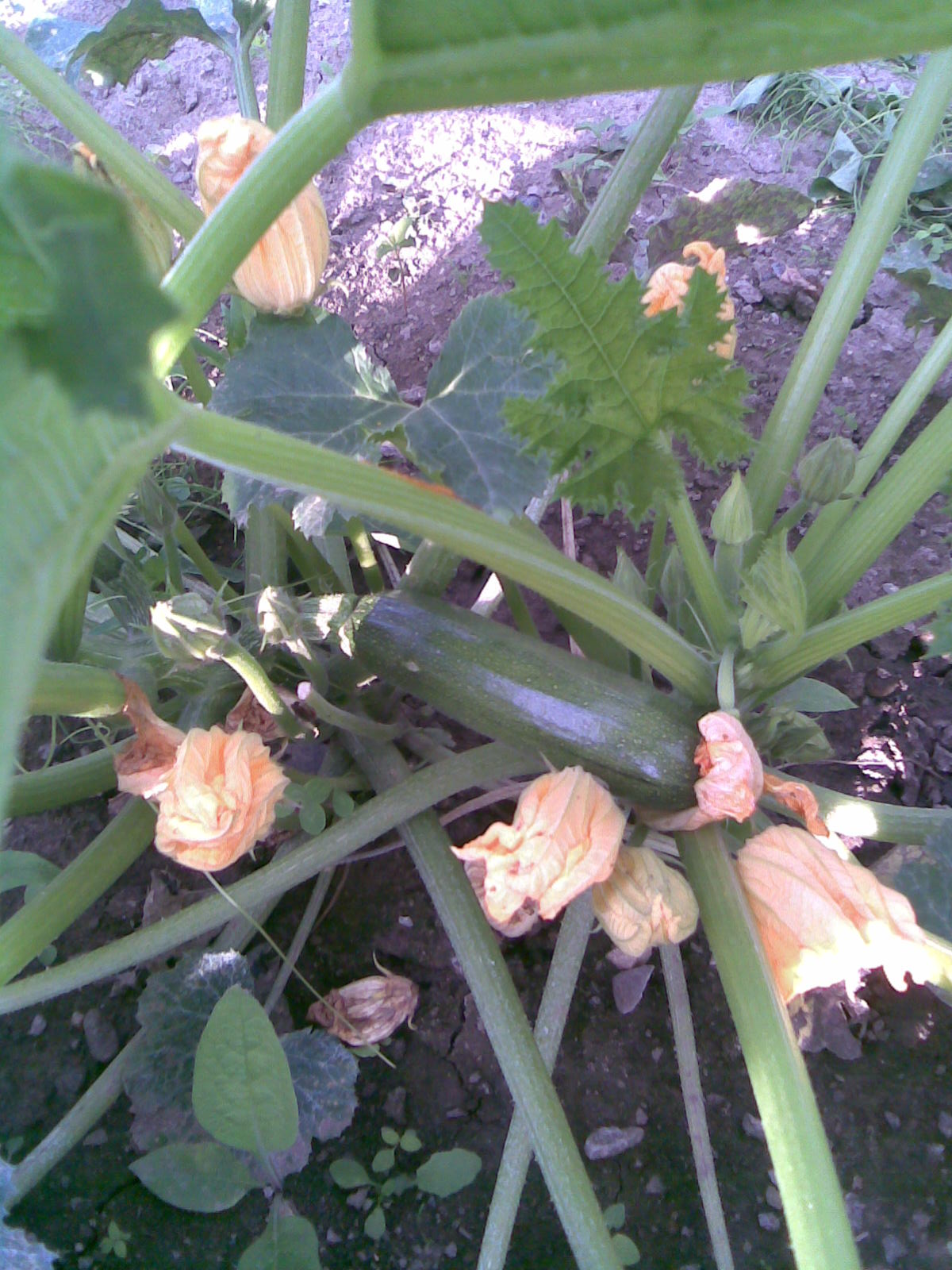
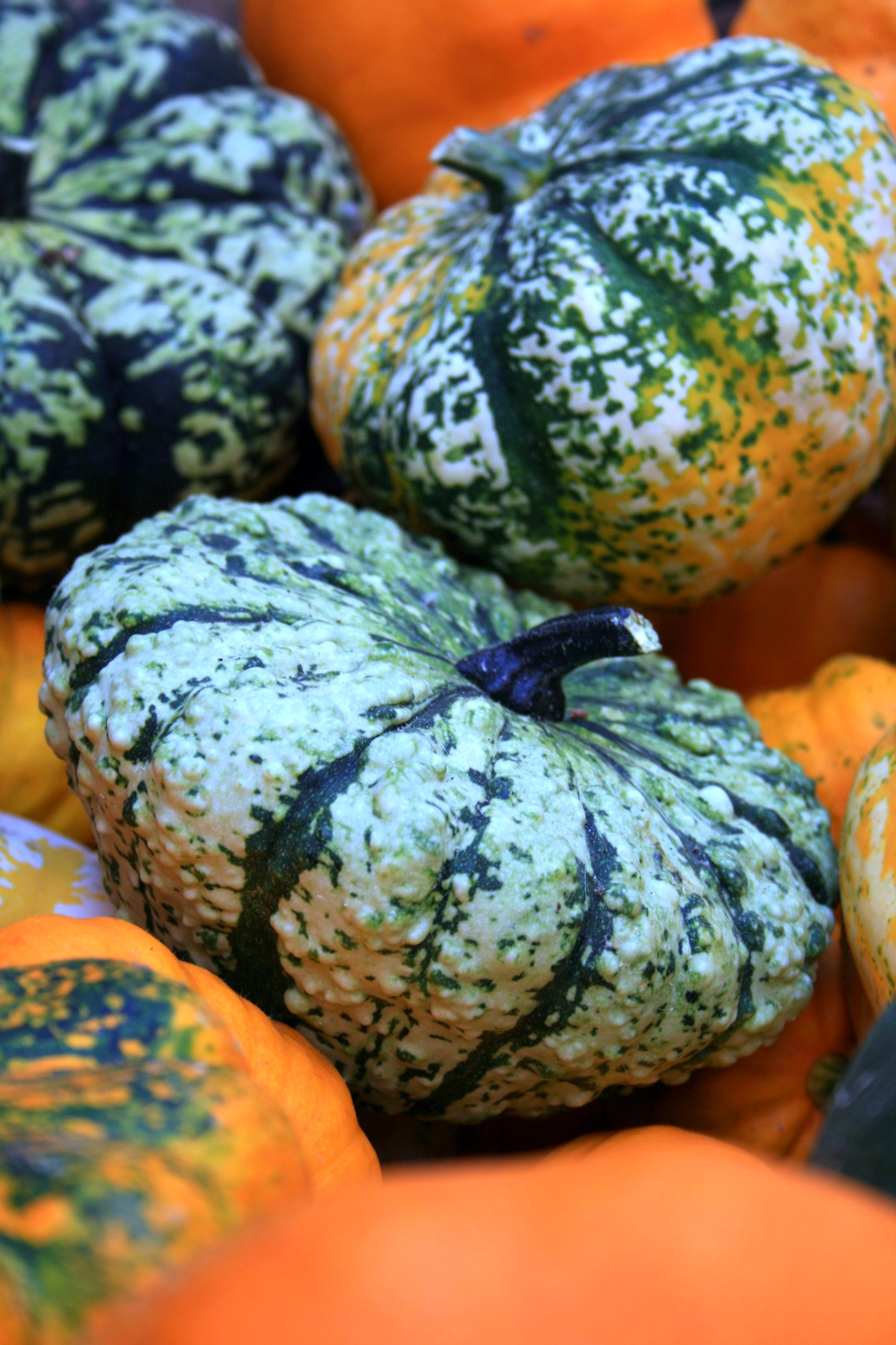
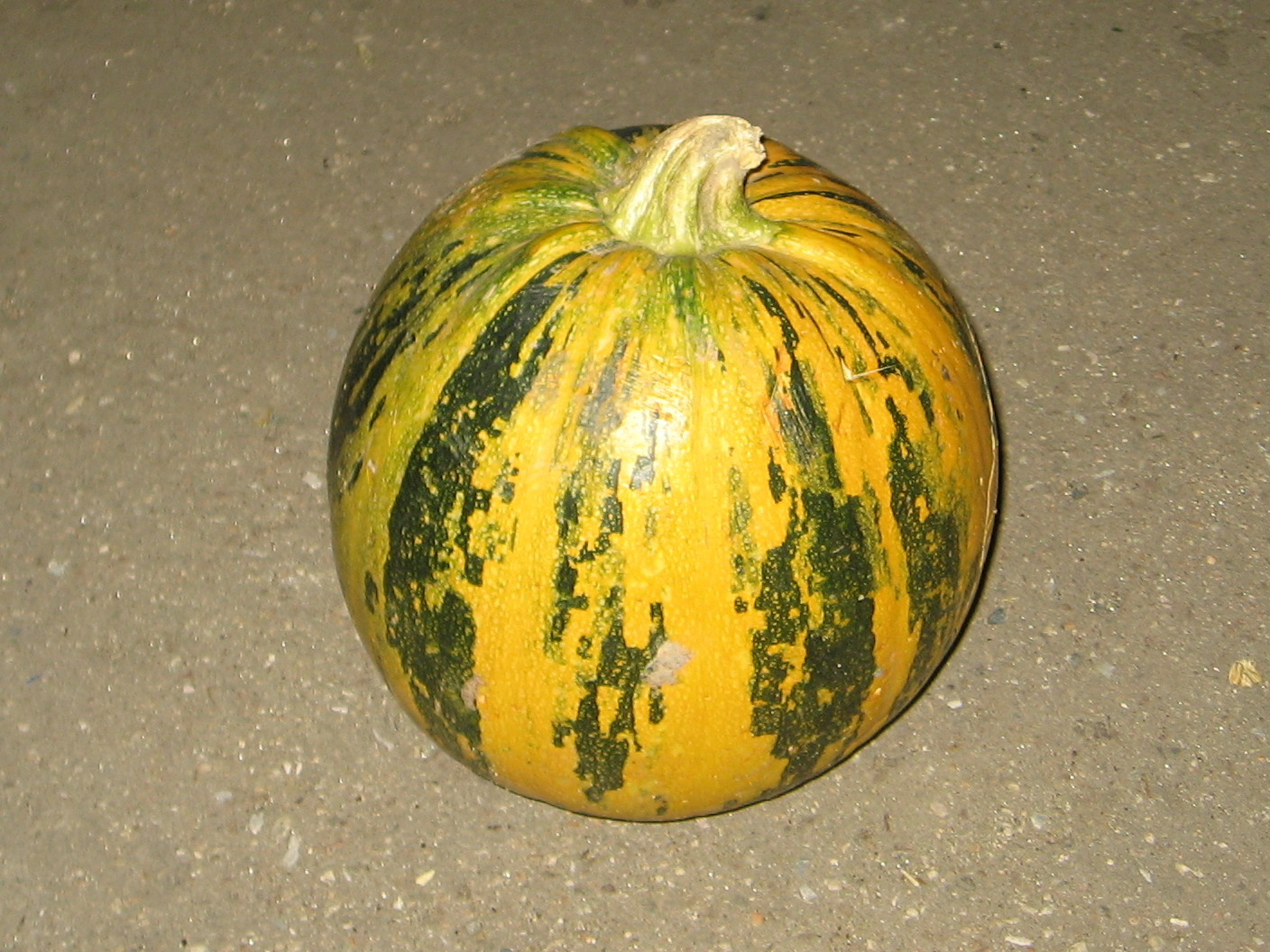
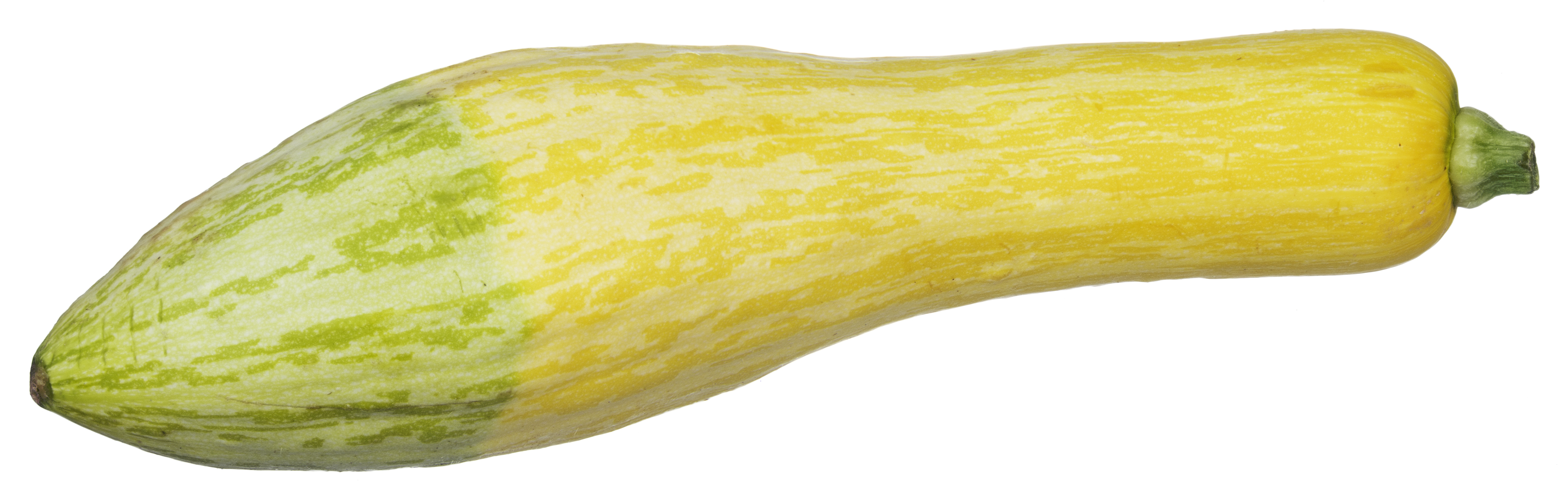
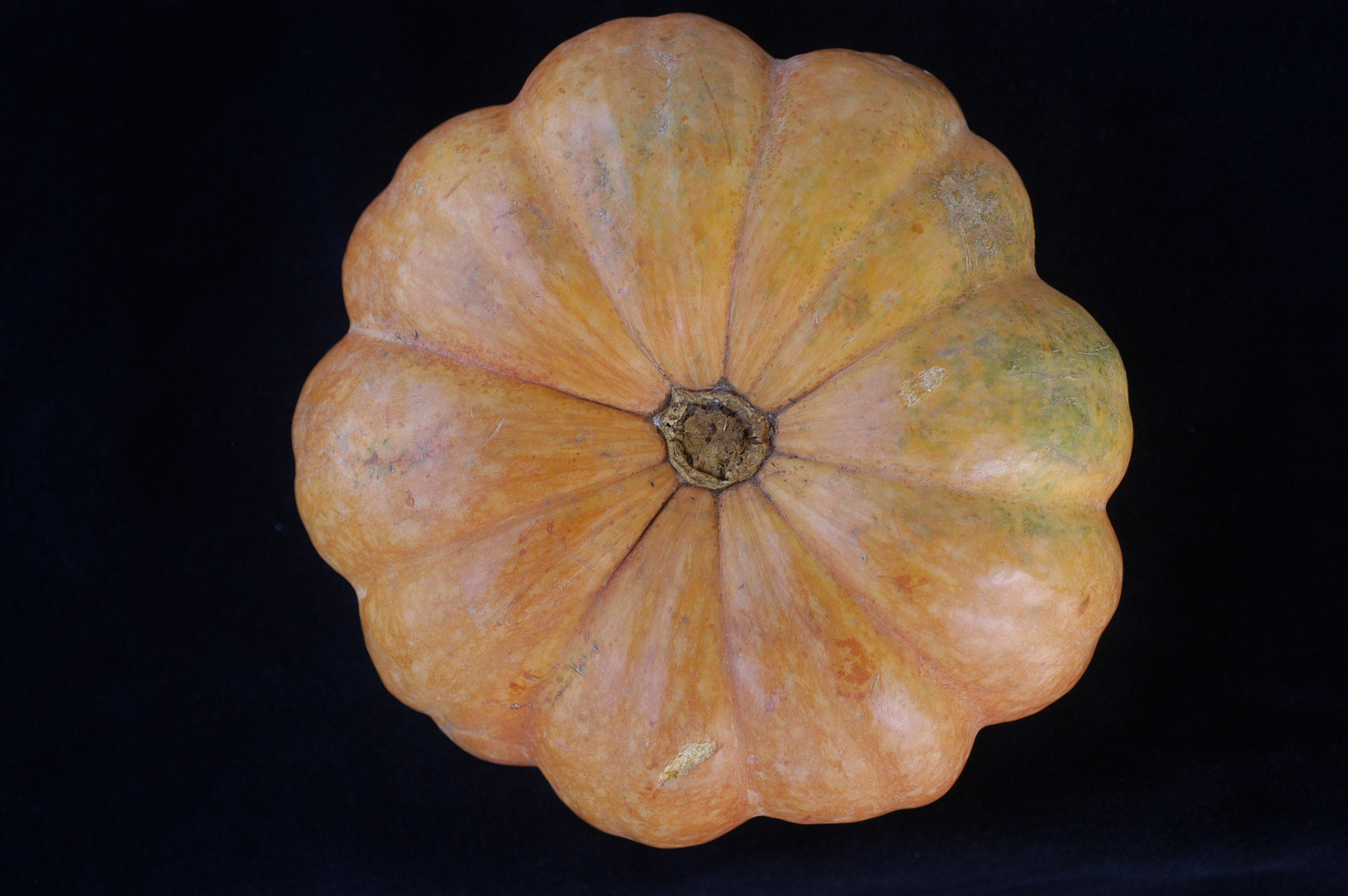